# Agrostis malalenca
Agrostis malalenca é uma espécie de gramínea do gênero Agrostis, pertencente à família Poaceae.